# 木村賢一 (生物学者)
木村 賢一（きむら けんいち）は、日本の生物学者。北海道教育大学札幌校教授。専門は、動物生理・行動、発生生物学。
愛知県立時習館高等学校卒業。1981年北海道大学理学部卒業。1987年北海道大学大学院理学研究科動物学専攻博士課程修了。米国ワシントン大学博士研究員を経て、1989年北海道教育大学教育学部講師、1990年同助教授、2003年から現職。理学博士。研究テーマは、「昆虫の神経発生に関する研究」「昆虫の脳の性差と性行動の研究」「昆虫の変態と細胞死（アポトーシス）に関する研究」など。

## 学問
所属学会は、米国遺伝学会、日本動物学会、日本発生生物学会、日本比較生理生化学会、日本分子生物学会。
1990年と1994年にHFSPグランド受賞、2006年に米国遺伝学会(Genetics Society of America)の"Drosophila Image Award"の学術賞を受賞した。

## 著書
- 『脳の性差形成と細胞死　「細胞死研究　総集編」』（三浦正幸編集：第4章　発生における細胞死）羊土社、2010年